# Robert Andersson
Robert Theodor „Robban” Andersson (ur. 18 października 1886 w Sztokholmie, zm. 2 marca 1972 tamże) – szwedzki pływak, skoczek i waterpolista z początków XX wieku, medalista igrzysk olimpijskich.
Pochodził z rodziny o tradycjach sportowych. Jego troje rodzeństwa także startowało na igrzyskach olimpijskich: Selma Andersson startowała w skokach do wody, Adolf Andersson w pływaniu a Erik Andersson w pływaniu i piłce wodnej.
Jako dwudziestolatek był członkiem szwedzkiej reprezentacji narodowej na Olimpiadzie Letniej w Atenach w 1906 roku. Wystartował w dwóch dyscyplinach: pływaniu na 100 metrów stylem dowolnym, gdzie zajął dziewiąte miejsce oraz w skokach do wody z wieży, gdzie ulokował się na siódmej pozycji.
Po raz pierwszy wystartował na igrzyskach olimpijskich podczas IV Letnich Igrzysk Olimpijskich w Londynie w 1908 roku. Zdobył tam brązowy medal w turnieju waterpolistów i wystartował w konkursie skoków do wody i wyścigach pływackich w stylu dowolnym. Cztery lata później podczas igrzysk w Sztokholmie w turnieju waterpolistów zajął wraz z drużyną drugie miejsce. Ponownie wystartował także w skokach i pływaniu lecz odpadał z rywalizacji w fazie eliminacyjnej. Po wojnie, w 1920 roku Andersson wystartował na igrzyskach w Antwerpii, gdzie zdobył swój trzeci medal w piłce wodnej, a także zajął czwarte miejsce w wyścigu sztafet pływackich na dystansie 4 × 200 metrów stylem dowolnym.
Andersson reprezentował barwy klubu Stockholms KK.